# Netivot
Netivot (hebreiska: נתיבות, arabiska: نتيفوت) är en ort i Israel.   Den ligger i distriktet Södra distriktet, i den centrala delen av landet. Netivot ligger 153 meter över havet och antalet invånare är 24 564.
Terrängen runt Netivot är huvudsakligen platt. Netivot ligger uppe på en höjd. Runt Netivot är det ganska glesbefolkat, med 42 invånare per kvadratkilometer. Netivot är det största samhället i trakten. Trakten runt Netivot består till största delen av jordbruksmark.